# Mario Soberón
Mario Soberón Gutiérrez (Unquera, 18 maggio 1997) è un calciatore spagnolo, attaccante del Real Saragozza.

## Carriera
Cresciuto nel settore giovanile del Racing Santander, nel 2015 è stato assegnato alla seconda squadra in Tercera División. Il 13 luglio 2018 ha firmato il suo primo contratto venendo promosso in prima squadra, dove ha debuttato il 26 agosto 2018 nell'incontro di Segunda División B vinto 1-0 contro la Real Sociedad e nel mercato invernale del 2019 è stato ceduto in prestito all'Amorebieta.
L'11 luglio 2019 ha firmato un biennale con il Real Valladolid venendo assegnato alla squadra B, ma nel successivo mercato invernale è stato ceduto al Levante venendo anche in questo caso aggregato alla seconda squadra.
Il 5 luglio 2021 è stato acquistato dal SD Logroñés, dove ha trascorso una stagione da centravanti titolare. Il 25 giugno 2022 ha firmato con l'Eldense con cui ha conquistato la promozione in Segunda División risultando il miglior marcatore della squadra con 13 reti in 38 incontri. Ha esordito nel campionato cadetto spagnolo il 28 agosto 2023 nella partita vinta 2-1 contro l'Eibar.
Rimasto svincolato al termine della stagione, il 21 luglio 2024 ha firmato un contratto biennale con il Real Saragozza, altro club di seconda divisione.

## Statistiche

### Presenze e reti nei club
Statistiche aggiornate al 12 maggio 2025.
| Stagione                  | Squadra                   | Campionato                | Campionato | Campionato | Coppe nazionali | Coppe nazionali | Coppe nazionali | Coppe continentali | Coppe continentali | Coppe continentali | Altre coppe | Altre coppe | Altre coppe | Totale | Totale | Totale |
| Stagione                  | Squadra                   | Comp                      | Pres       | Reti       | Comp            | Pres            | Reti            | Comp               | Pres               | Reti               | Comp        | Pres        | Reti        | Pres   | Reti   |        |
| ------------------------- | ------------------------- | ------------------------- | ---------- | ---------- | --------------- | --------------- | --------------- | ------------------ | ------------------ | ------------------ | ----------- | ----------- | ----------- | ------ | ------ | ------ |
| 2015-2016                 | Racing Santander B        | TD                        | 21         | 6          | -               | -               | -               | -                  | -                  | -                  | -           | -           | -           | 21     | 6      |        |
| 2016-2017                 | Racing Santander B        | TD                        | 18         | 7          | -               | -               | -               | -                  | -                  | -                  | -           | -           | -           | 18     | 7      |        |
| 2017-2018                 | Racing Santander B        | TD                        | 17         | 16         | -               | -               | -               | -                  | -                  | -                  | -           | -           | -           | 17     | 16     |        |
| Totale Racing Santander B | Totale Racing Santander B | Totale Racing Santander B | 56         | 29         |                 | -               | -               |                    | -                  | -                  |             | -           | -           | 56     | 29     |        |
| 2018-gen. 2019            | Racing Santander          | SDB                       | 5          | 0          | CR              | 1               | 0               | -                  | -                  | -                  | -           | -           | -           | 6      | 0      |        |
| gen.-giu. 2019            | Amorebieta                | SDB                       | 18         | 7          | CR              | 0               | 0               | -                  | -                  | -                  | -           | -           | -           | 18     | 7      |        |
| 2019-gen. 2020            | Real Valladolid B         | SDB                       | 11         | 1          | -               | -               | -               | -                  | -                  | -                  | -           | -           | -           | 11     | 1      |        |
| gen.-giu. 2020            | Levante B                 | SDB                       | 8          | 2          | -               | -               | -               | -                  | -                  | -                  | -           | -           | -           | 8      | 2      |        |
| 2020-2021                 | Levante B                 | SDB                       | 23         | 3          | -               | -               | -               | -                  | -                  | -                  | -           | -           | -           | 23     | 3      |        |
| Totale Levante B          | Totale Levante B          | Totale Levante B          | 31         | 5          |                 | -               | -               |                    | -                  | -                  |             | -           | -           | 31     | 5      |        |
| 2021-2022                 | SD Logroñés               | PDR                       | 34         | 9          | CR              | 1               | 0               | -                  | -                  | -                  | -           | -           | -           | 35     | 9      |        |
| 2022-2023                 | Eldense                   | PF                        | 38         | 13         | CR              | 3               | 1               | -                  | -                  | -                  | -           | -           | -           | 41     | 14     |        |
| 2023-2024                 | Eldense                   | SD                        | 34         | 9          | CR              | 1               | 0               | -                  | -                  | -                  | -           | -           | -           | 35     | 9      |        |
| Totale Eldense            | Totale Eldense            | Totale Eldense            | 72         | 21         |                 | 4               | 1               |                    | -                  | -                  |             | -           | -           | 76     | 22     |        |
| 2024-2025                 | Real Saragozza            | SD                        | 22         | 10         | CR              | 0               | 0               | -                  | -                  | -                  | -           | -           | -           | 22     | 10     |        |
| Totale carriera           | Totale carriera           | Totale carriera           | 249        | 82         |                 | 6               | 1               |                    | -                  | -                  |             | -           | -           | 255    | 84     |        |